# Opactwo Sint-Truiden
Opactwo Sint-Truiden (nid. Abdij van Sint-Truiden) lub Opactwo Sint-Trudo (Abdij van Sint-Trudo) – rzymskokatolickie opactwo zakonu benedyktynów i ruiny kościoła klasztornego, znajdujące się w belgijskim mieście Sint-Truiden.

## Historia
Opactwo założył w 655 roku Trudo z Hesbaye, który w 693 został pochowany na terenie klasztoru. Przypisywano mu liczne cuda, stąd po jego śmierci kompleks stał się celem pielgrzymek. Darowizny pozwoliły na rozwój miasta wokół opactwa, dzisiejszego Sint-Truiden. Około 1100 roku wzniesiono romański kościół klasztorny o długości 97 m. W 1655 świątynię przebudowano w stylu barokowym. W XVIII wieku wzniesiono skrzydło z mieszkaniem opata wraz z tzw. Salą Cesarską (nid. Keizerszaal). Placówkę zamknięto w 1796 roku podczas rewolucji francuskiej. Spustoszony przez grabieże kompleks przejęła diecezja Liège, która w 1839 roku założyła w budynkach klasztornych seminarium. Wtedy również w skrzydle opata ulokowano bibliotekę, a w 1845 przebudowano kościół. Do 1972 roku w gmachu mieściło się niższe seminarium duchowne oraz szkoła średnia. 9 grudnia 1975 kościół klasztorny, część internatu i infirmeria zostały zniszczone, a barokowy hełm wieży zawalił się. W 1991 powołano fundację opiekującą się kompleksem. Zrezygnowano z odbudowy, a na zajmowanym dawniej przez świątynię placu w 1999 ustawiono stalowe kolumny odzwierciedlające wysokość nieistniejącej już budowli.

## Galeria

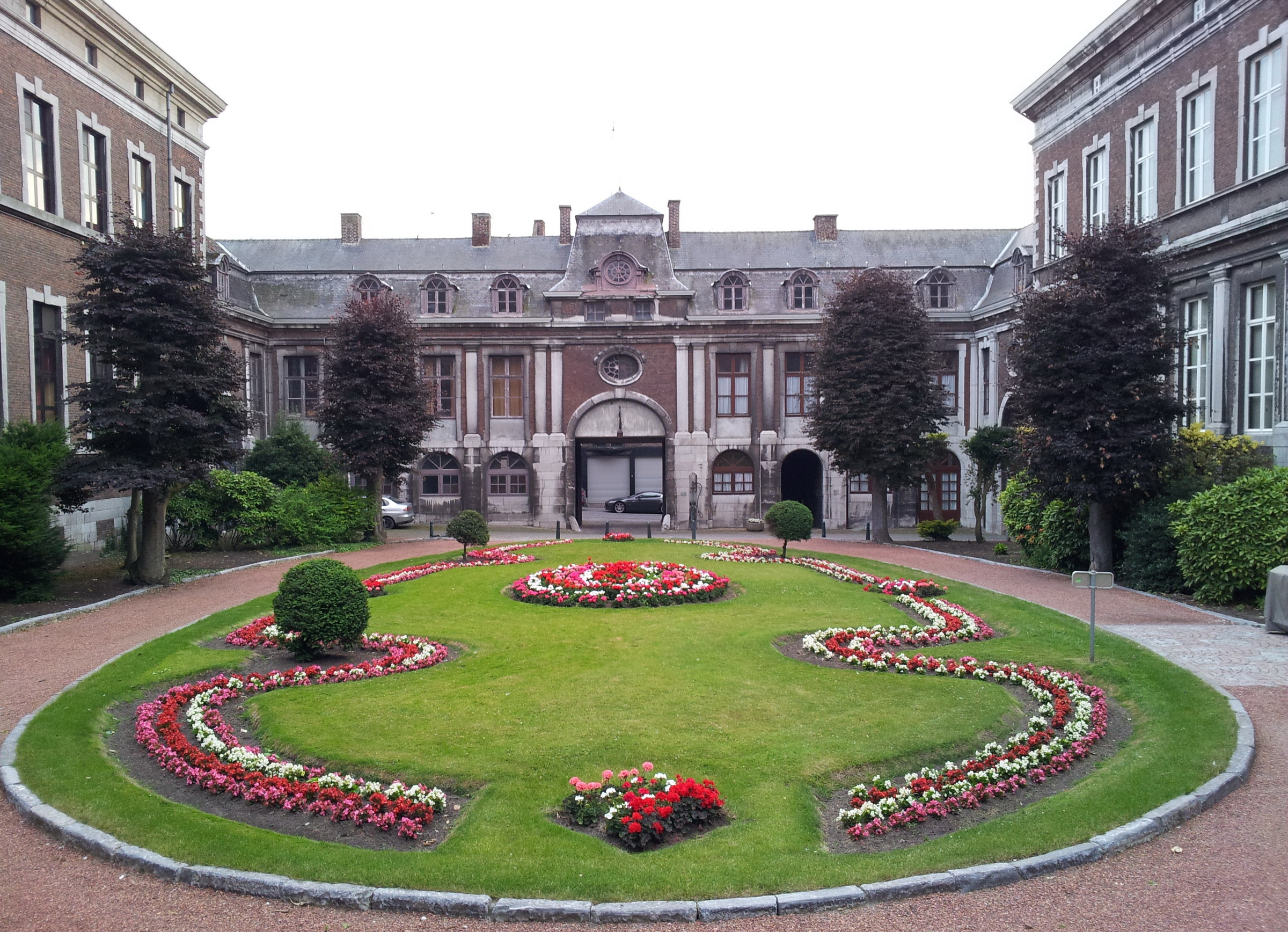
Dziedziniec klasztoru
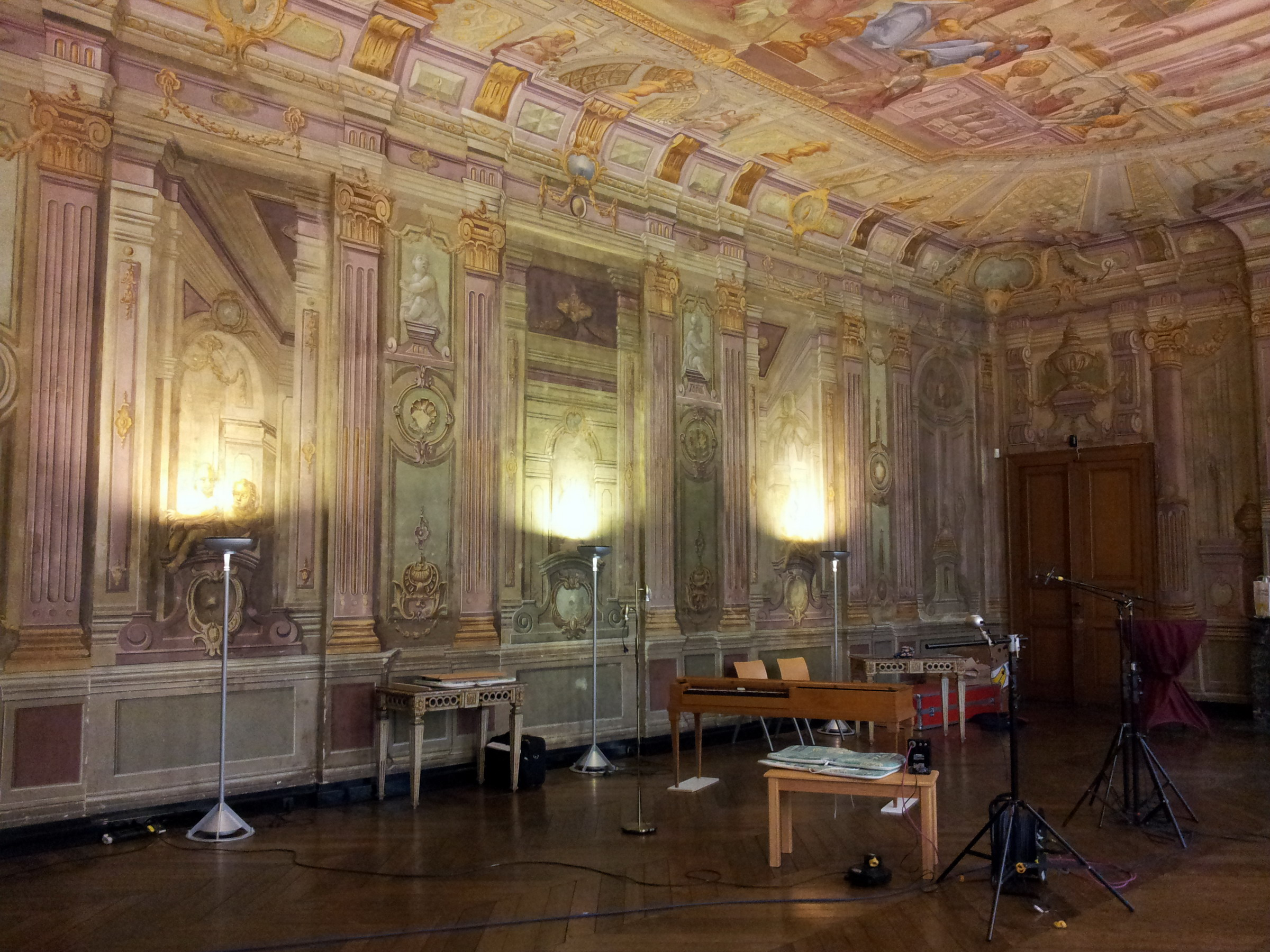
Sala cesarska
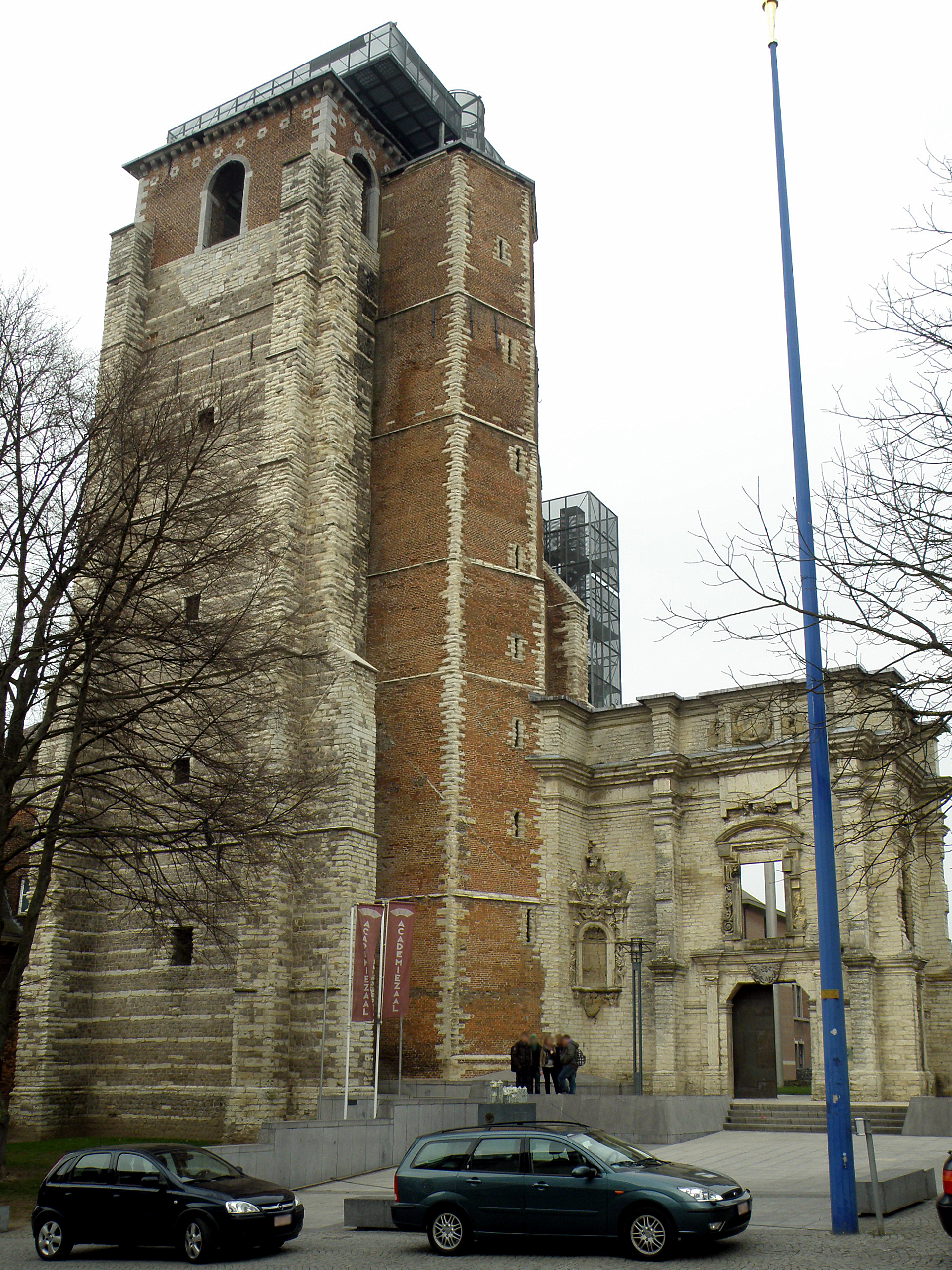
Wieża
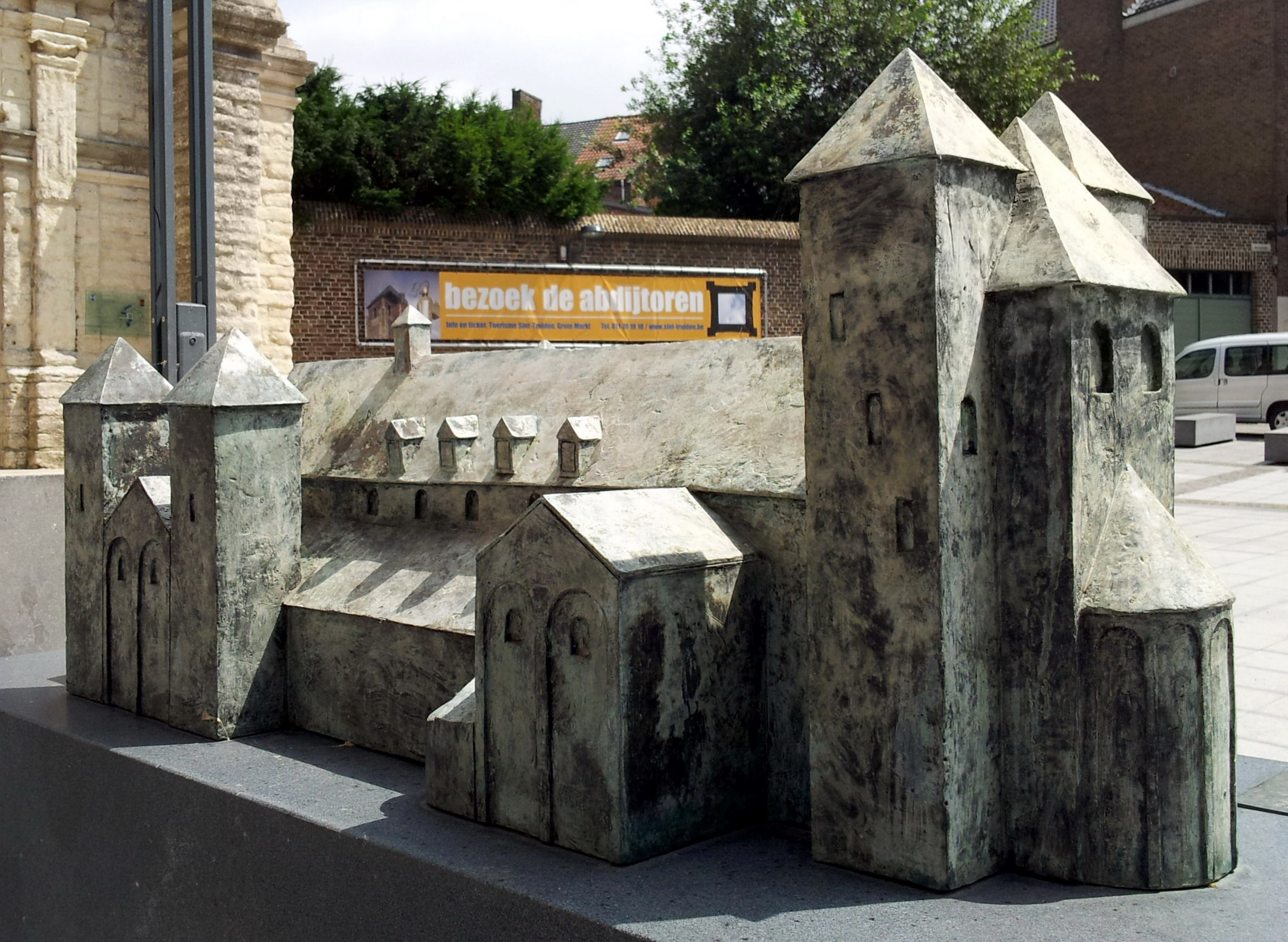
Makieta kościoła klasztornego w czasach romańskich